# Pardiñas (Lérida)
Pardiñas (en catalán: Pardinyes) es un barrio de Lérida. En el año 2008 tenía 12 574 habitantes.

## Territorio y límites
El barrio está situado en el este de la ciudad. 
El curso del río Segre lo delimita al sur. El parque de la Mitjana al este, el barrio de Baláfia al norte y los barrios Príncipe de Viana - Clot y Rambla de Ferran - Estación al oeste.

## Historia
Antes de la llegada del tren, la zona que siempre ha formado parte de los extramuros de la ciudad estaba formada por un conjunto de campos de cultivo y masías. 
A partir de la construcción de la antigua estación de mercancías (donde ahora está el centro Salvador Seguí) y unos talleres en 1923, nació el barrio moderno de Pardiñas. Durante la década de los 30 se levantaron un conjunto de casas para los trabajadores que, con la presencia de la estación, terminó por convertir el barrio en una zona industrial. De este modo, se atrajeron otras empresas, lo que llevó a la proliferación de más trabajadores y población en el área. 
Durante la década de los 40 y los 70, fue considerado un barrio obrero. 
En 1979, el alcalde Antoni Siurana compró la antigua estación de mercancías a Renfe dando pie a un lugar más moderno y residencial, eliminando buena parte de las instalaciones ferroviarias que había mantenido separados el barrio con el resto de la ciudad. 

## Equipamientos y servicios

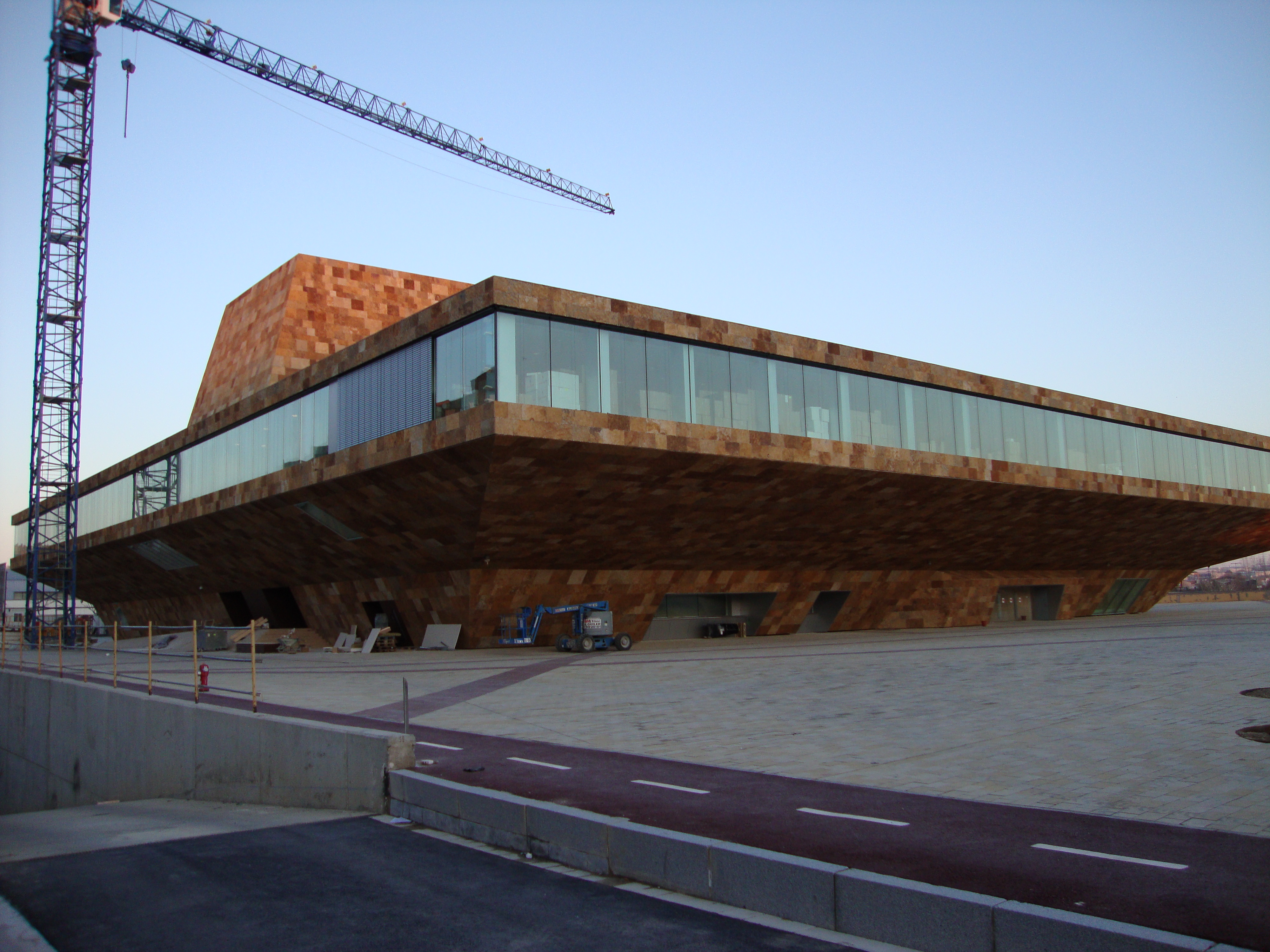
La Llotja en obras.

Pardiñas destaca por la presencia de La Lonja de Mercolleida y por haber acogido durante décadas el mercado de frutas, verduras, y objetos de bazar más grande de la ciudad. 
En el año 2003 se hizo efectivo el trasladado del mercado al polígono industrial del Camí dels Frares, en el barrio de los Magraners. En la gran superficie dejada por el mercado se ha construido La Lonja de Lérida, un palacio de congresos con dos salas de 1.200 y 400 personas cada una y el nuevo teatro municipal, integrado en el mismo edificio. 

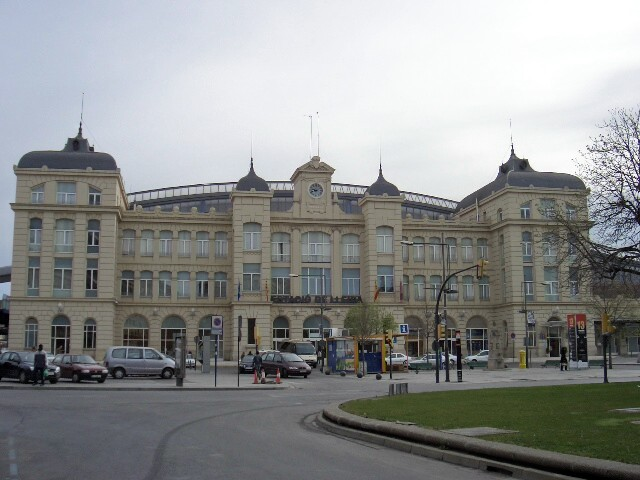
Estación de RENFE de Lérida.

Una de las características que hacen especial este barrio es su actividad vecinal. Su organización de vecinos (Orvepard) fomenta un tejido social en el barrio que culmina en la fiesta mayor del barrio. Una actividad creciente de esta organización ha llevado a un ensanchamiento sucesivo del edificio central de la organización. 

### Transportes
Desde dentro del barrio podemos acceder a la estación de RENFE, donde se detiene el AVE. El barrio está cubierto por las líneas de autobús urbano 4 (Pardiñas-Mariola), 5 (Dra. Castells-Arnau de Vilanova), 9 (Polígonos) y 11 (Centro histórico-Pardiñas)

## Actividades de ocio y deportes
En el extremo norte de Pardiñas se ubica el Pabellón Barris Nord del Plus Pujol Lleida, equipo de baloncesto que jugaba en la Liga ACB . Bajó de categoría al final de la temporada 2004-2005. 
En el umbral del río Segre encontramos el campo de fútbol del CF Pardinyes (reconocido por sus equipos femeninos y su amateur) que desde 2011, se encuentra en Segunda catalana. Un conjunto de instalaciones deportivas donde se pueden practicar deportes diversos como la petanca, el tiro con arco o el skateboarding . 
En la orilla del río también se puede practicar la pesca, celebrándose torneos habitualmente. 
Destaca entre las actividades de ocio del barrio, su fiesta mayor el primer fin de semana de agosto, por San Salvador (patrón de la parroquia del barrio). Se convierte en la actividad donde se plasma el espíritu vecinal del barrio, donde se reúnen tanto jóvenes como mayores.

## Lugares de interés
En el extremo derecho de la barriada se encuentra la zona verde más grande de Lleida, el parque de la Mitjana. La Mitjana alberga numerosas especies vegetales y animales, algunas de las cuales están en peligro de extinción.

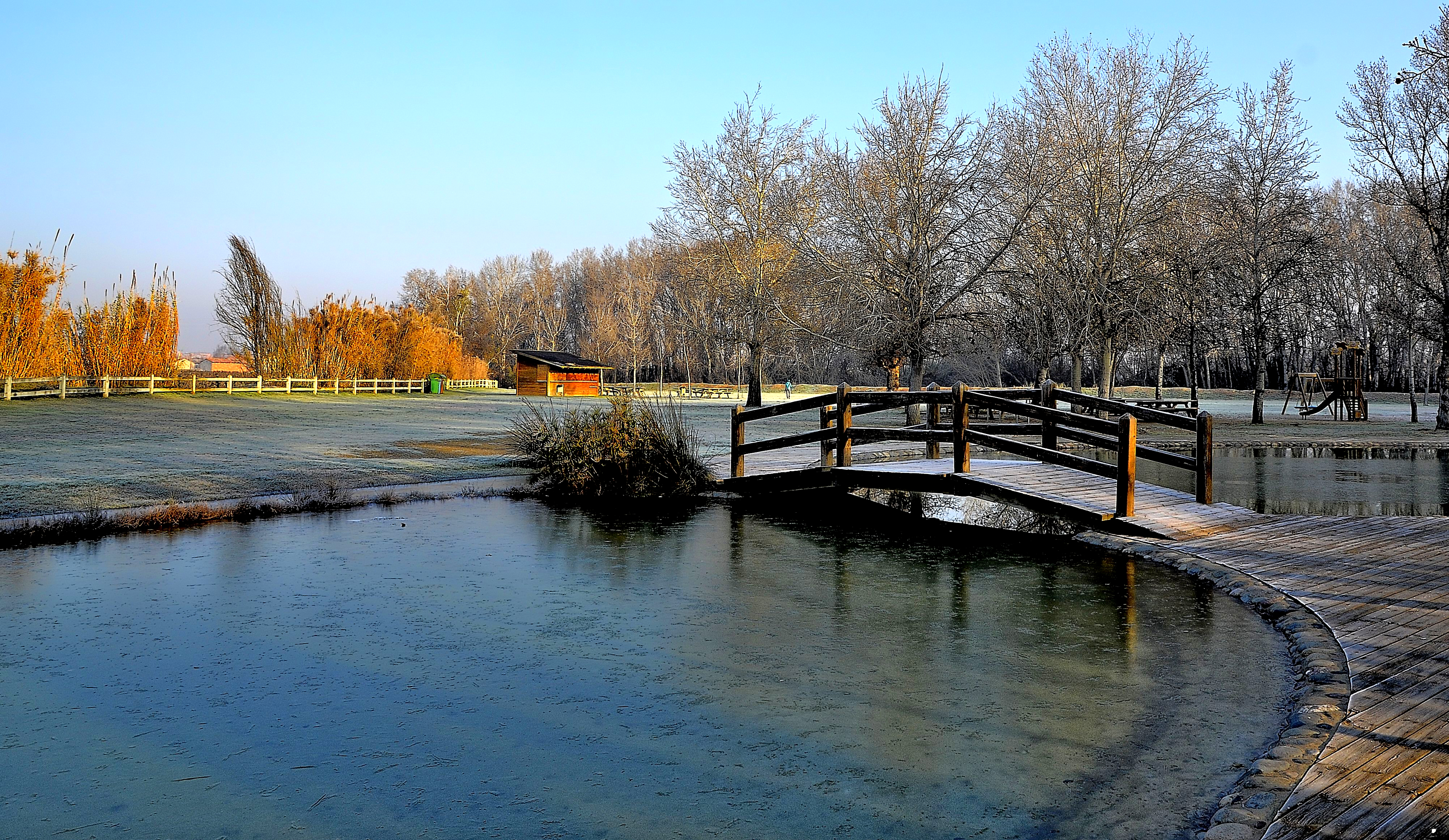
El parque de la Mitjana es zona de interés natural